# مار (موسيقي)
مار هو موسيقي وفنان آيسلندي، ولد في 14 أبريل 1988 في Breiðholt ‏ في آيسلندا.